# Canyonisme d'aventure

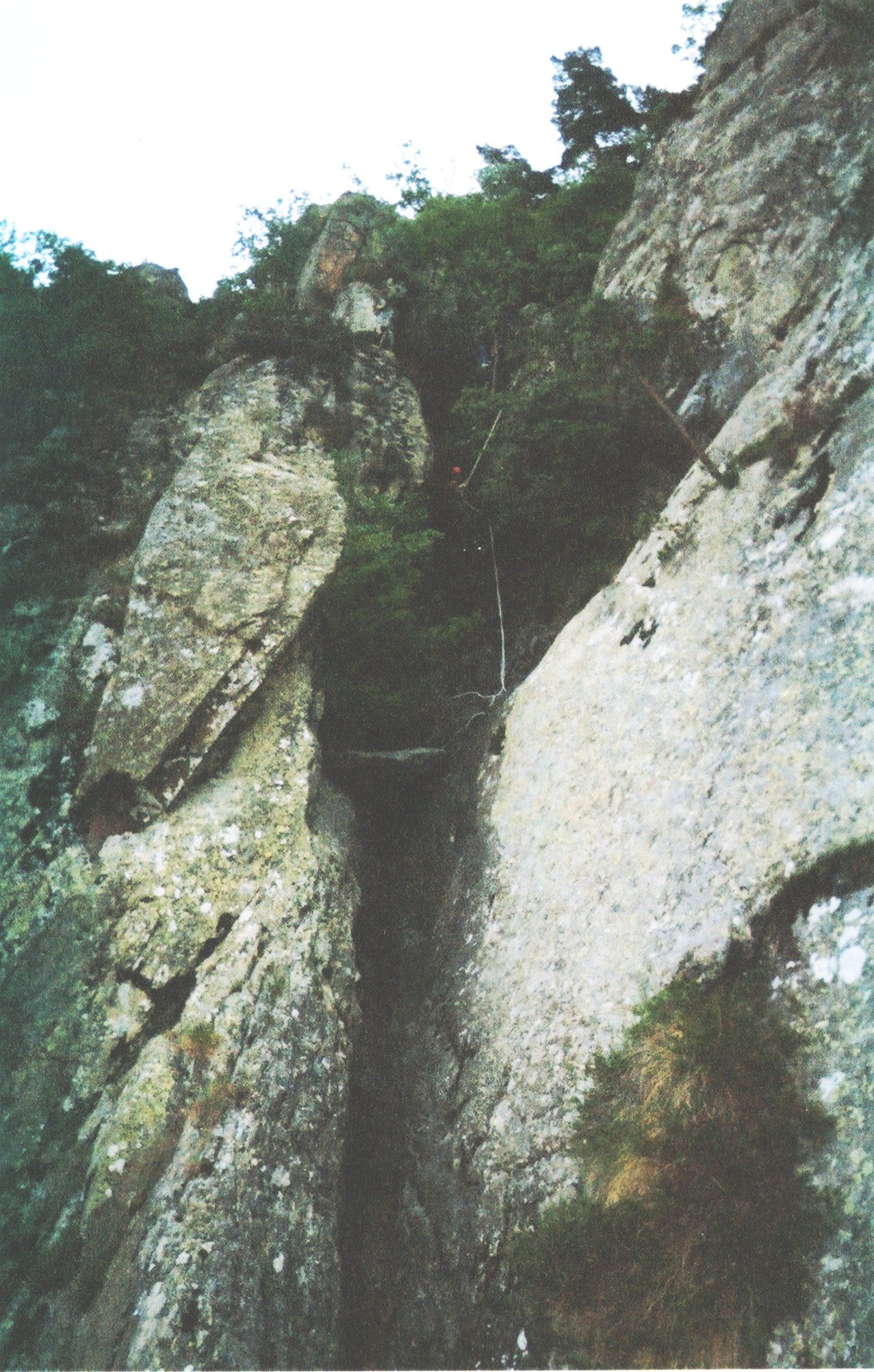
Rappel dans un encaissement encombré de végétation au départ puis dégagé dans la partie verticale (Massif du Canigou).

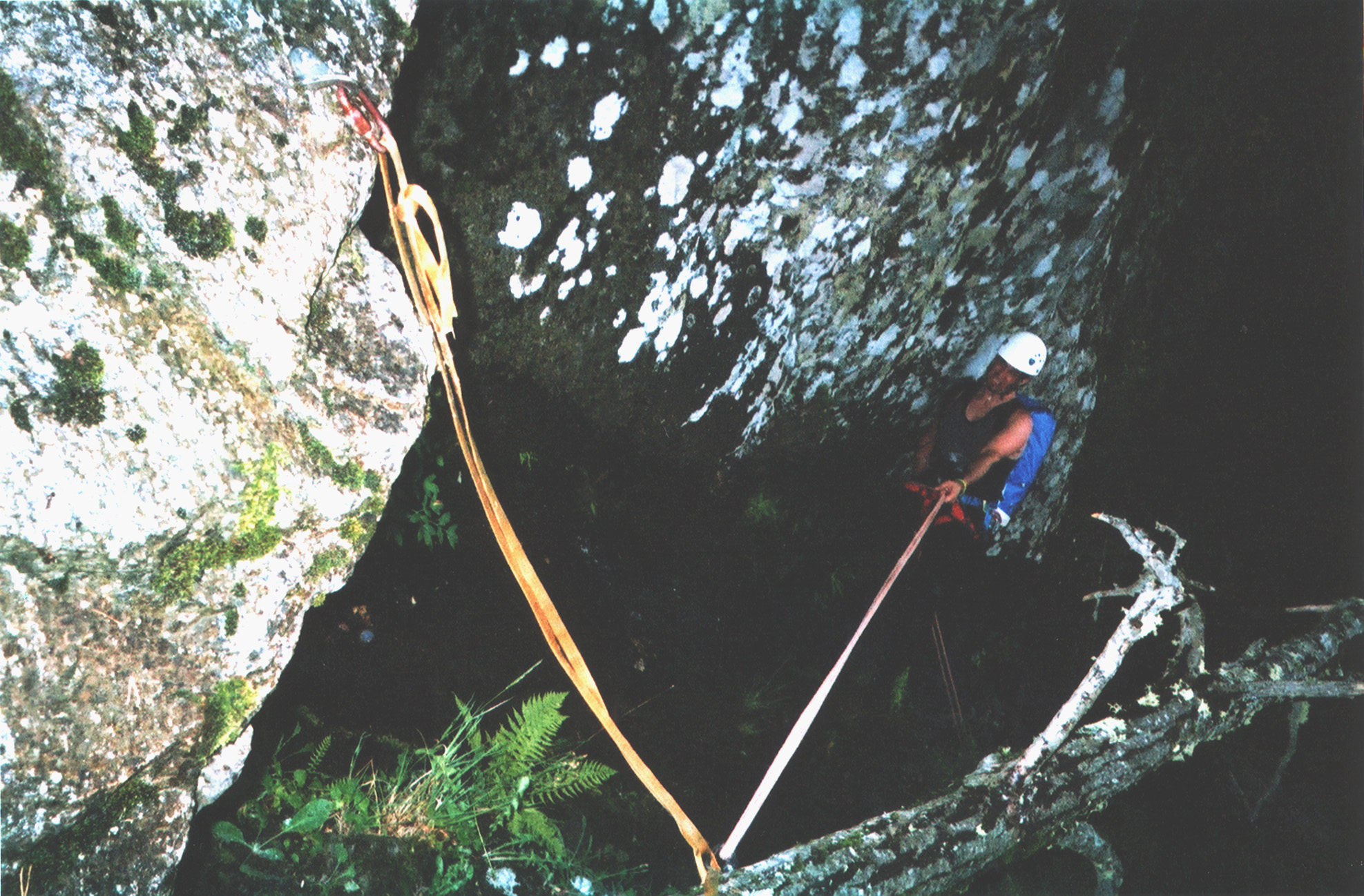
Amarrage sur arbre mort (Massif du Canigou).

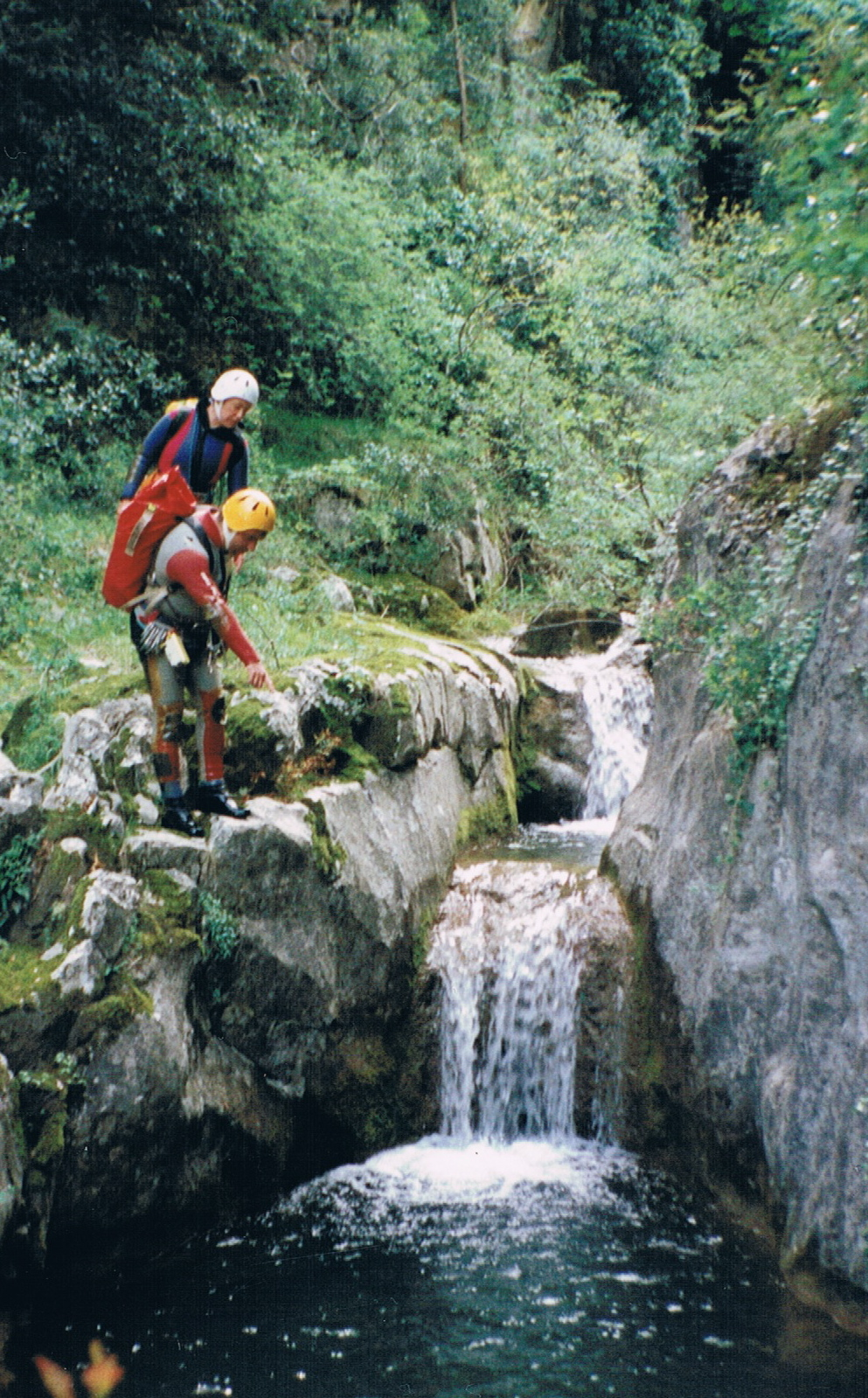
De petits sauts se pratiquent parfois en canyonisme d'aventure, mais les trous sont souvent étroits et peu profonds. Il est donc impératif de choisir avec précision l'endroit le plus approprié.

Le canyonisme d'aventure (wild-boaring en anglais) est une variante du canyonisme, dont la caractéristique principale est de se dérouler dans un cadre sauvage et inhospitalier.

## Présentation
Le canyonisme d'aventure découle essentiellement de l'aspect exploratoire inhérent au canyonisme, qui s’est rapidement trouvé étouffé, dans les pays occidentaux, par l'équipement et l'aménagement systématique de la plupart des grands canyons.
Le canyonisme d'aventure est une descente de canyons sauvages et buissonnants, difficiles d’accès, et constitue en quelque sorte l’antithèse de l’image commerciale du canyonisme véhiculée par les médias (sauts et toboggans dans une eau limpide ruisselant dans un pur cadre rocheux ensoleillé). Le terme anglais « wild-boaring » est lui-même une ironie vis-à-vis des sports à la mode en « -ing », inspiré du terme « canyon-sanglier » souvent utilisé pour définir ce genre de canyon (« sanglier » est traduit en anglais par wild-boar). Dans le Sud de la France, ce type de canyon est aussi appelé une « carabouze », terme plus péjoratif, ou la pratique appelée le « bartassage ».
Cette activité peut constituer une alternative au canyonisme classique pendant les périodes de pluie, car les canyons classiques deviennent impraticables avec l'augmentation du débit, alors que les canyons adaptés au canyonisme d'aventure peuvent se mettre à couler modérément. Il ne faut toutefois pas confondre avec les véritables canyons secs surcreusés et non buissonnants des massifs calcaires très perméables, où l'eau d'infiltration circule en sous-sol, car les crues y sont au contraire redoutables.

## Type des canyons descendus
Les canyons pratiqués sont donc souvent peu aquatiques, parfois secs avec quelques vasques d’eau croupie.
La progression est rendue difficile par la présence de diverses espèces végétales épineuses, notamment les ronces, mais d’autres plus héliophiles comme l’aubépine, ou au contraire familières des lieux froids comme le houx, ou ombragés comme les orties. Il est donc conseillé de porter des lunettes de protection claires pour les passages très buissonnants. Une machette ou des outils de taille (sécateur, scie de jardinier) peuvent être utiles pour dégager les départs de rappel.

## Équipement
Ces canyons étant très peu parcourus, l’équipement en place est généralement très vétuste, voire inexistant. Il est donc impératif de maîtriser l’installation de points d’amarrages et de disposer d’une bonne réserve de corde à couper ou de sangle afin de pouvoir mettre en place des amarrages naturels. Cette activité peut paraître rebutante mais présente un aspect aventureux séduisant, et peut permettre de se faire la main sur place pour les travaux d’équipement avant d’aller ouvrir des canyons vierges dans des contrées reculées.